# Thamnogalla
Thamnogalla — рід грибів. Назва вперше опублікована 1980 року.

## Класифікація
До роду Thamnogalla відносять 1 вид:
- Thamnogalla crombiei